# Гормогоны
Древний дворянский орден Гормогонов или Гормогоны (англ. Gormogons) — тайное общество в Англии, которое просуществовало 14 лет в начале XVIII века. Появление этого ордена датируется 3 сентября 1724 года, с публикации в London Daily Post пространного сообщения о его существовании. Последнее упоминание о гормогонах и фактическое исчезновение этого ордена относится к 1738 году.

## Отрывочные сведения о гормогонах
Орден был сформирован усилиями одного из первых великих мастеров Великой ложи Англии Филиппа Уортона, 1-й герцога Уортона. Одной из причин создания Филиппом Уортоном ордена «Гормогонов» считается обида Уортона на Великую ложу Англии (ВЛА), после того как он был вынужден покинуть пост её великого мастера в 1723 году.
Не осталось никаких достоверных исторических записей или сведений, которые могли бы указать на истинную цель и предназначение этого общества. По нескольким опубликованным орденом статьям известно, что главной целью его появления была попытка выставить масонство на посмешище. Во время своего короткого существования орден Гормогонов обвиняли в том, что он является организацией якобитского толка. Гормогоны, возможно, воспринимались как благотворительная организация. По крайней мере, такие сведения сохранились об их уставе. Сохранились также некоторые подвески и значки с символикой гормогонов.

## Возможная этимология названия
Донован Хилл предполагает в «Касселском словаре сленга», что название «гормогоны» представляет собой смесь Горгоны и дракона, в то время как «Оксфордский словарь английского языка» описывает этимологию, как «псевдо-китайскую бессмыслицу».
В 1811 году в «Словаре вульгарного языка» слово «гормогон» было шутливо определено следующим образом: «Монстр с шестью глазами, тремя ртами, четырьмя руками, восемью ногами, пять на одной стороне и три с другой стороны, тремя задницами, двумя tarses [пенисами] и влагалищем на спине».
Лексикограф Фрэнсис Гроуз в своём словаре, используя игру слов, объяснял это как: мужчина на лошади, с женщиной за его спиной.

## В массовой культуре
Отсылки к гормогонам встречаются в сериале «Кости». В 1-й серии 3-го сезона, которая называется «Сын вдовы в лобовом стекле», команда Джефферсона исследует серийного убийцу-каннибала, которого они называют Гормогон за его одержимость тайными обществами и католическим орденом Рыцари Колумба. В финале 3-го сезона, в серии «Боль в сердце», он раскрывается как ученик гормогонов.